# Sebastian Larsson
Sebastian Bengt Ulf Larsson (* 6. Juni 1985 in Eskilstuna) ist ein ehemaliger schwedischer Fußballspieler.

## Karriere
Der erste Verein des jungen linken Verteidiger war IFK Eskilstuna in Schweden. Anfang der Saison 2001/02 wechselte der damals 16-jährige nach England zur Jugendmannschaft des FC Arsenal. Sein Debüt gab er im Oktober 2004.
Nachdem er bis zum August 2006 nur drei Spiele bestritten hatte, wurde er zum Premier-League-Absteiger Birmingham City verliehen, bei dem er die Nummer 7 erhielt. Die Option, den Spieler fix zu verpflichten, wurde Ende Januar wahrgenommen. Er unterschrieb einen 4-Jahres-Vertrag.
2011 gewann er mit Birmingham City den Carling Cup, den englischen Ligapokal. Durch diesen Titelgewinn qualifizierte sich Larsson mit dem Klub aus Birmingham für die UEFA Europa League. Larsson stieg mit Birmingham City zum Saisonende jedoch aus der Premier League ab. Larsson verließ Birmingham und wechselte zur Saison 2011/12 zum FC Sunderland. Nachdem er mit Sunderland am Ende der Saison 2016/17 als Tabellenletzter abgestiegen war, wechselte er ablösefrei zum Mitabsteiger Hull City. In der EFL Championship 2017/18 belegte er mit seinem neuen Verein den 18. Platz, während Sunderland als 24. erneut abstieg. Nach der WM 2018 wechselte er ablösefrei zurück in seine Heimat zu AIK Solna und wurde mit dem Verein schwedischer Meister.

## Nationalteam
Larsson spielte zwischen 2004 und 2006 zwölf Mal im schwedischen U-21 Nationalteam. Am 6. Februar 2008 debütierte er beim 0:0-Unentschieden gegen die türkische Nationalmannschaft in der A-Nationalmannschaft und wurde im Sommer von Nationaltrainer Lars Lagerbäck in den Kader zur Europameisterschaft 2008 berufen.
Bei der Fußball-Europameisterschaft 2016 in Frankreich wurde er als Stammspieler in das Aufgebot Schwedens aufgenommen und spielte in den Partien gegen Irland und Italien über die volle Spielzeit. In der entscheidenden Partie gegen Belgien wurde er dann im letzten Drittel ausgewechselt, es erzielte aber lediglich der Gegner ein Tor und Schweden schied als Tabellenletzter der Vorrundengruppe aus.
Nachdem sich Schweden nicht für die WM-Turniere 2010 und 2014 qualifizieren konnte, gelang im November 2017 die Qualifikation für die WM 2018 in Russland. Larsson kam dabei in sieben Qualifikationsspielen zum Einsatz, darunter die beiden Playoffspiele, in denen sich die Schweden gegen den viermaligen Weltmeister Italien durchsetzten. Kurz vor der WM 2018 bestritt er in einem Testspiel gegen Peru sein 100. Länderspiel. Bei der WM kam Larsson in den drei Gruppenspielen und im Viertelfinale zum Einsatz. Nach einem 1:0-Auftaktsieg gegen Südkorea verloren die Schweden durch ein Tor in der Nachspielzeit mit 1:2 gegen Titelverteidiger Deutschland, konnten sich aber durch ein 3:0 gegen Mexiko den Gruppensieg sichern, da die bereits ausgeschiedenen Südkoreaner mit 2:0 gegen Deutschland gewannen. Da Larsson in den Gruppenspielen zwei Gelbe Karten erhalten hatte, konnte er im mit 1:0 gegen die Schweiz gewonnenen Achtelfinale nicht eingesetzt werden. Im Viertelfinale verloren sie dann mit 0:2 gegen den späteren Vierten England mit 0:2.
In der UEFA Nations League 2018/19 spielten die Schweden in Liga B, konnten ihre Gruppe gewinnen und in Liga B aufsteigen. Larsson wurde in den vier Spielen eingesetzt und verpasste dabei keine Minute. In der Qualifikation für die EM 2020 reichte es zum zweiten Platz hinter Spanien und damit die direkte Qualifikation für die wegen der COVID-19-Pandemie nach 2021 verschobene Endrunde. Larsson hatte in der Qualifikation neun Einsätze und erzielte zwei Tore. Mit der schwedischen Auswahl erreichte er bei der Europameisterschaft 2021 das Achtelfinale, wo Schweden gegen die Ukraine ausschied. Nach der Europameisterschaft 2021 beendete er seine Karriere in der Nationalmannschaft.

## Erfolge
- FA-Cup-Sieger: 2005 (mit Arsenal)
- Wiederaufstieg 2007 (mit Birmingham)
- Englischer Ligapokalsieger: 2011 (mit Birmingham)
- Schwedischer Meister 2018 (mit AIK)